# Daniel Xuereb
Daniel Xuereb (Gardanne, 1959. június 22. –) olimpiai bajnok és világbajnoki bronzérmes francia labdarúgó, csatár, edző. Az 1984-es Los Angeles-i olimpia társgólkirálya.

## Pályafutása

### Klubcsapatban
1969 és 1976 között az AS Gardanne csapatában kezdte a labdarúgás, majd 1976-tól az Olympique Lyon korosztályos csapatában folytatta. 1977-ben mutatkozott be az első csapatban. 1981 és 1986 között a Lens, 1986 és 1989 között a Paris Saint-Germain labdarúgója volt. 1989 és 1991 között a Montpellier együttesében szerepelt és tagja volt az 1990-es francia kupa győztes csapatnak. Az 1991–92-es idényben az Olympique Marseille bajnokcsapatának a játékosa volt. 1992-93-ban a Toulon csapatában fejezte be az aktív labdarúgást. 1993 és 1998 között alsóbb osztályú csapatokban szerepelt még (CA Digne-les-Bains, USR Pertuis), ahol edzőként is tevékenykedett.

### A válogatottban
1981 és 1989 között nyolc alkalommal szerepelt a francia válogatottban. Tagja volt a Los Angeles-i olimpián aranyérmet nyert csapatnak és a torna társgólkirálya volt öt góllal. Részt vett az 1986-os mexikói világbajnokságon, ahol a válogatott bronzérmet szerzett. Az NSZK elleni vesztes elődöntőben csereként egy találkozón vett részt

## Sikerei, díjai
Franciaország
- Olimpiai játékok
  - aranyérmes: 1984, Los Angeles
- Világbajnokság
  - bronzérmes: 1986, Mexikó

 Montpellier
- Francia kupa (Coupe de France)
  - győztes: 1990

 Olympique de Marseille
- Francia bajnokság (Ligue 1)
  - bajnok: 1991–92